# Дерево Життя (програма)
Дерево Життя (англ. Agelong Tree) — комерційна російська програма для роботи з генеалогічною інформацією. Розробник — Genery Software. Перша версія була випущена в 2002 році. Працює в середовищі операційних систем Windows.

## Опис
Програма дозволяє заносити, редагувати та зберігати генеалогічні дані. По занесеним даним може бути автоматично побудоване налаштовуване генеалогічне дерево рідних будь-якої особи, причому, як тільки прямих предків та нащадків, так і всіх кровних родичів особи. Програма також дозволяє зберігати мультимедійні дані (документи) з прив'язкою до персоналій. Підтримуються розділення та об'єднання баз, сортування, фільтрування, отримання статистики за введеними даними, друк генеалогічного дерева, створення розпису родоводу та імпорт/експорт даних в форматі GEDCOM.
Програма підтримує Російську (основна для російськомовної версії), Азербайджанську, Башкирську, Білоруську, Вірменську, Грузинську, Естонську, Латвійську, Литовську, Румунську, Татарську, Українську, Англійську (основна для англомовної версії), Арабську, Болгарську, Голландську, Іспанську, Італійську, Китайську, Німецьку, Польську, Сербську, Словацьку, Турецьку, Угорську, Французьку, Хорватську, Чеську та інші мови.
Окрім самої програми на сайті розробника доступна безкоштовна програма «Дерево.Дати» для нагадування про дати, яка працює з базою «Дерева Життя».
Наразі на сайті розробника існує версія «Дерева Життя 5» для Windows  та macOS.
Програма платна, тестова версія дозволяє без обмежень працювати з базою даних в 40 осіб, а також переглядати і роздруковувати дані із баз даних будь-якого розміру.

## Історія версій
- 21 липня 2002 — 1.0 beta
- 05 серпня 2002 — 1.0 beta 2
- 07 вересня 2002 — 1.0 beta 3
- 02 жовтня 2002 — 1.0 final
- 11 жовтня 2002 — 1.01
- 15 листопада 2002 — 1.1
- 25 грудня 2002 — 1.2
- 14 лютого 2003 — 1.3

- 18 квітня 2003 — 2.0 beta
- 05 травня 2003 — 2.0 beta 2
- 26 травня 2003 — 2.0
- 27 травня 2003 — 2.0a
- 11 червня 2003 — 2.01
- 30 червня 2003 — 2.02
- 15 жовтня 2003 — 2.1
- 23 лютого 2004 — 2.2
- 04 березня 2004 — 2.21
- 14 квітня 2004 — 2.3
- 07 травня 2004 — 2.31
- 06 серпня 2004 — 2.32
- 13 серпня 2004 — 2.32a
- 21 жовтня 2004 — 2.4 beta
- 25 жовтня 2004 — 2.4 beta 2
- 15 листопада 2004 — 2.4

- 19 січня 2006 — 3.0 beta
- 10 лютого 2006 — 3.0 beta 2
- 19 березня 2006 — 3.0 beta 3
- 06 квітня 2006 — 3.0 beta 4
- 30 травня 2006 — 3.0 beta 5
- 04 липня 2006 — 3.0 beta 6
- 10 серпня 2006 — 3.0 beta 7
- 29 серпня 2006 — 3.0
- 29 жовтня 2006 — 3.0.1
- 30 листопада 2006 — 3.0.2
- 29 грудня 2006 — 3.0.3
- 22 січня 2007 — 3.0.4
- 05 травня 2007 — 3.0.5
- 29 жовтня 2006 — 3.1
- 21 грудня 2007 — 3.1.1

- 01 листопада 2008 — 4.0 beta
- 21 лютого 2011 — 4.0
- 21 лютого 2011 — 4.0 Безкоштовна, з обмеженням в 40 персон, безкоштовно
- 21 лютого 2011 — 4.0 Базова, без обмежень, платна
- 30 квітня 2011 — 4.1
- 10 серпня 2011 — 4.2
- 04 лютого 2012 — 4.3
- 25 червня 2012 — 4.4
- 03 жовтня 2012 — 4.5
- 12 квітня 2013 — 4.6
- 04 грудня 2013 — 4.7

- 30 травня 2017 — 5.0 вперше вийшла версія під операційну систему macOS
- 20 квітня 2018 — 5.1
- 22 вересня 2018 — 5.2
- 30 січня 2019 — 5.3